# 中國典當史
中國的典當業歷史一般認為不遲於南北朝開始，而中國的當鋪源於佛教寺庫質貸，當鋪在歷史上還有典鋪、解鋪、解庫、質庫、長生庫、抵當所等不同的稱呼，但典當活動卻早已盛行。漢代時，典當在民間非常普遍，當時司馬相如曾把自己穿的袍子拿到集市上陽昌家裡去賒酒，有了錢以後再去把它贖回來。現代意義上的當鋪卻是出現於南朝，至宋代成為獨立專門行業，興盛于明清兩代，衰落于清末民初。《大英百科全书》认为：“典当业在中国二、三千年前即已存在。西方可追溯到中世纪。”1993年曲彥斌著有《中國典當史》，是中國第一部典當史專著。

## 漢朝
《后汉书·刘虞传》载：“虞所贲赏，典当胡夷，瓒数抄夺之”，东汉末年黄巾之亂，甘陵相刘虞奉命攻打幽州，与部将公孙瓒不和。刘原打算把受赏之财质押外族，却被公孙劫掠。刘秋根《中国典当制度史》称：“私人典当业从其业务形式来看，汉代时期便已经产生了，但是有关典当活动的零散文字，只能认作随机性的行为，可视为产生典当业的萌芽。”

## 南北朝
范文澜說：“后世典当业，从南朝佛寺开始”
《南史·甄法崇传》“法崇孙彬，彬有行业，乡党称善，尝以一束苎就州长沙寺库质钱，后赎苎还，于苎束中得金五两，以手巾裹之。彬得，送还寺库。”
《南齐书》有：“渊薨，澄以钱万一千，就招提寺赎太祖所赐渊白韶坐褥，坏作裘及缨，又赎渊介幌犀导及渊常所乘黄牛。”

## 唐朝
《大唐六典》卷六载有一条关于质贷利率的具体规定“凡质举之利，收子不得逾五分出息，债过其倍。若回利充本，本官不理。”
杜甫《曲江》诗：“朝回日日典春衣，每日江头尽醉旧。”
白居易诗：“走笔还诗债，抽衣当药钱。”

## 宋朝
吴自牧在《梦梁录》载：“凡顾倩人力及干当人，如解库掌事，贴窗铺席主管，酒肆、食店博士、铛头、行菜、过买”等等“俱各有行老引领。”
陆游《老学庵笔记》卷六，说：“今寺辄作质库钱取利，谓之长生库，至为鄙要。……庸俗所为，古今一揆。”

## 明朝
《明实录》载：“今徽商开当，遍于江北，资数千金，课无十两，见在河南者，计汪充等二百三十年”。又《嘉兴县志》载，安徽的“新安大贾与有力之家，又以农田为拙业，每以质库居积自润”。

## 清朝
薛福成表示：和珅被抄家時有“当铺七十五座，查本银三千万两。”
《合肥金融志》载嘉庆八年（1803年）合肥城有当铺13家，如德生、德成、德盛当铺，由李鸿章家族开设经营。光绪十六年（1890年）李鸿章之子李经元经营的德盛当铺，有員工百余人，组织健全，分工明确，是合肥典当业中最大的一家。至抗日战争，合肥的典当近乎销声匿迹。

## 中華民國
民國二年（1913年）江苏省修訂前清“本榜规条”而成的《典当修正本榜规条》之第5条规定：“當物眼同估值，不准信當，挜當，官物之可辨識者，概不准當，珍奇之物，不知價值者，不當。” 
中華民國二十九年十二月一日內政部、經濟部會銜訂定發布 當舖業管理規則 （页面存档备份，存于）， 廢止日期：中華民國 90 年 08 月 27 日
民國九十年六月六日總統（90）華總一義字第 9000110770 號令制定公布全文 38 條；並自公布日施行「當舖業法 （页面存档备份，存于）」管理當舖業者。

## 中華人民共和國
1950年，上海市人民政府颁布《上海市私营典当业管理暂行办法》，经批准营业的为206家，1951年为197家，到1955年仅有145家。